# Mana Ashida
Pour les articles homonymes, voir Ashida.
Mana Ashida (芦田愛菜, Ashida Mana, née le 23 juin 2004 à Nishinomiya au Japon), est une actrice et chanteuse japonaise, qui débute à 5 ans en 2009. Elle devient célèbre en 2010, aparraissant dans de nombreux films, séries télévisées (drama), et publicités, remportant plusieurs prix d'interprétation japonais. Elle commence en parallèle à sortir des disques en 2011 chez Universal Music, dont les premiers se classent dans le top 10 des charts Oricon.

## Filmographie

### Cinéma
- 2010 : Gôsuto
- 2010 : Confessions (告白, Kokuhaku) de Tetsuya Nakashima : Manami Moriguchi, la fille de Yuko
- 2011 : Hankyū densha (阪急電車 片道15分の奇跡, Hankyū densha: Katamichi 15-fun-no kiseki?) de Yoshishige Miyake (ja) : Ami
- 2011 : Inu to anata no monogatari: Inu no eiga
- 2011 : Majikku tsurî hausu : Annie
- 2011 : Usagi doroppu : Rin Kaga
- 2012 : Eiga Juerupetto: Suîtsu dansu purinsesu
- 2012 : Nobô no shiro : Chidori
- 2012 : Raiâ gêmu: Saisei
- 2013 : Kujikenaide
- 2013 : Pacific Rim : Young Mako
- 2014 : Ashita, mama ga inai : Post
- 2014 : Entaku
- 2014 : Ginnikan
- 2015 : Rugged!
- 2016 : Our House : Sakurako
- 2017 : Yamada Takayuki 3D
- 2017 : Yamada Takayuki no Cannes Eigasai : Elle-même

### Télévision

#### Séries télévisées
- 2010 : Mother : Michiki Reina
- 2010 : Smap×Smap : Elle-même
- 2011 : Gou: Himetachi no Sengoku : Sen
- 2011 : Hana zakari no kimi tachi e: Ikemen paradaisu : Kaoru
- 2011 : Hey! Hey! Hey! Music Champ : Elle-même
- 2011 : Marumo no Okite : Sasakura Kaoru / Kaoru
- 2011 : Nankyoku tairiku: Kami no ryouiki ni idonda otoko to inu no monogatari : Furutachi Haruka
- 2012 : Alice in Liar Game : Alice
- 2012 : Beautiful Rain : Miu kinoshita
- 2013 : Mezamashi terebi : Elle-même
- 2013 : Pon! : Elle-même
- 2016 : Bokura no jidai : Elle-même
- 2017 : Tetsuko no heya : Elle-même

#### Téléfilms
- 2011 : Honto ni atta kowai hanashi: natsu no tokubetsu hen 2011
- 2011 : Kono sekai no katasumi ni : Hojo Chizuru
- 2011 : Marumo no Okite : Kaoru
- 2011 : Sayonara bokutachi no youchien
- 2011 : Toire no kamisama : Kana Uemura (Child)
- 2013 : The Partner : Sakura
- 2014 : Hanachan no misoshiru : Hana
- 2014 : Marumo no Okite: Special

### Doublage
- 2010 : Moi, moche et méchant : Agnes
- 2011 : Aftershock : Fang Deng jeune
- 2012 : Magic Tree House : Annie
- 2012 : Eiga Jewelpet - Sweets Dance Princess : Princesse Mana
- 2021 : Poupelle of Chimney Town : Lubicchi

## Voix Françaises
- Fanny Bloc dans :
  - Eiga Jewelpet - Sweets Dance Princess
  - Poupelle of Chimney Town

## Discographie
Single en duo
- 2011 : Maru Maru Mori Mori! (en) (マル・マル・モリ・モリ!?) (attribué à "Kaoru to Tomoki, Tamani Mook", en duo avec l'enfant-acteur Fuku Suzuki ; générique du drama Marumo no Okite dont ils sont les vedettes ; classé 2e à l'oricon)

Singles en solo
- 2011 : Sutekina Nichiyōbi (Gyu Gyu Good Day) (ステキな日曜日〜Gyu Gyu グッデイ!〜?) (Universal Music ; 4e à l'oricon)
- 2012 : Zutto Zutto Tomodachi (ずっとずっとトモダチ?) (Universal Music ; 17e à l'oricon)
- 2012 : Ame ni Negai o (雨に願いを?) (Universal Music ; générique du drama Beautiful Rain ; 16e à l'oricon)

Album en solo
- 2011 : Happy Smile! (Universal Music ; 8e à l'oricon)